# 리수이시
리수이시(한국어: 여수시, 중국어 간체자: 丽水市, 정체자: 麗水市, 병음: Líshuĭ Shì)는 중화인민공화국 저장성에 위치하는 지급시이다.

## 지리
리수이는 저장성의 남서부에 위치해 남쪽은 푸젠성과 가깝고, 북쪽은 성 내 진화, 취저우(衢州), 동쪽은 타이저우, 원저우와 인접한다.
이 지역의 산들은 우이산맥에 속한다. 저장 성에서 가장 높은 산으로 1929m 높이의 펑양산 황마오봉이 리수이 주변에 위치한다. 시의 면적은 17298km2이고 88.42%가 산지이고 5.52%가 농경지, 6.06%가 도로, 시내, 마을이다. 리수이는 아열대성 계절풍 기후로 사계절이 뚜렷하다.
| 리수이시의 기후                                             | 리수이시의 기후 | 리수이시의 기후 | 리수이시의 기후 | 리수이시의 기후 | 리수이시의 기후 | 리수이시의 기후 | 리수이시의 기후 | 리수이시의 기후 | 리수이시의 기후 | 리수이시의 기후 | 리수이시의 기후 | 리수이시의 기후 | 리수이시의 기후 |
| 월                                                          | 1월             | 2월             | 3월             | 4월             | 5월             | 6월             | 7월             | 8월             | 9월             | 10월            | 11월            | 12월            | 연간            |
| ----------------------------------------------------------- | --------------- | --------------- | --------------- | --------------- | --------------- | --------------- | --------------- | --------------- | --------------- | --------------- | --------------- | --------------- | --------------- |
| 역대 최고 기온 °C (°F)                                      | 28.8 (83.8)     | 30.6 (87.1)     | 35.2 (95.4)     | 36.3 (97.3)     | 40.1 (104.2)    | 40.0 (104.0)    | 43.2 (109.8)    | 42.3 (108.1)    | 41.3 (106.3)    | 38.3 (100.9)    | 33.7 (92.7)     | 28.9 (84.0)     | 43.2 (109.8)    |
| 일평균 최고 기온 °C (°F)                                    | 12.0 (53.6)     | 14.9 (58.8)     | 18.6 (65.5)     | 24.6 (76.3)     | 28.8 (83.8)     | 31.1 (88.0)     | 35.6 (96.1)     | 34.9 (94.8)     | 30.5 (86.9)     | 25.9 (78.6)     | 20.4 (68.7)     | 14.5 (58.1)     | 24.3 (75.8)     |
| 일일 평균 기온 °C (°F)                                      | 7.2 (45.0)      | 9.5 (49.1)      | 13.1 (55.6)     | 18.7 (65.7)     | 23.1 (73.6)     | 26.1 (79.0)     | 29.7 (85.5)     | 29.1 (84.4)     | 25.4 (77.7)     | 20.4 (68.7)     | 15.0 (59.0)     | 9.1 (48.4)      | 18.9 (66.0)     |
| 일평균 최저 기온 °C (°F)                                    | 3.9 (39.0)      | 5.8 (42.4)      | 9.2 (48.6)      | 14.3 (57.7)     | 18.9 (66.0)     | 22.5 (72.5)     | 25.2 (77.4)     | 25.0 (77.0)     | 21.6 (70.9)     | 16.3 (61.3)     | 11.1 (52.0)     | 5.4 (41.7)      | 14.9 (58.9)     |
| 역대 최저 기온 °C (°F)                                      | −7.7 (18.1)     | −7.1 (19.2)     | −4.2 (24.4)     | 1.7 (35.1)      | 9.6 (49.3)      | 13.3 (55.9)     | 19.5 (67.1)     | 16.3 (61.3)     | 10.3 (50.5)     | 1.5 (34.7)      | −3.9 (25.0)     | −7.5 (18.5)     | −7.7 (18.1)     |
| 평균 강수량 mm (인치)                                       | 66.6 (2.62)     | 73.5 (2.89)     | 143.4 (5.65)    | 147.5 (5.81)    | 162.8 (6.41)    | 277.7 (10.93)   | 125.6 (4.94)    | 176.5 (6.95)    | 113.7 (4.48)    | 54.0 (2.13)     | 64.8 (2.55)     | 54.7 (2.15)     | 1,460.8 (57.51) |
| 평균 강수일수 (≥ 0.1 mm)                                    | 12.4            | 12.4            | 17.0            | 15.5            | 15.9            | 17.6            | 12.5            | 14.9            | 12.2            | 7.4             | 9.6             | 9.6             | 157             |
| 평균 강설일수                                               | 1.8             | 1.5             | 0.3             | 0               | 0               | 0               | 0               | 0               | 0               | 0               | 0               | 0.8             | 4.4             |
| 평균 상대 습도 (%)                                          | 74              | 72              | 73              | 71              | 72              | 77              | 71              | 72              | 74              | 71              | 74              | 73              | 73              |
| 평균 월간 일조시간                                          | 82.1            | 90.3            | 100.9           | 122.1           | 132.9           | 115.5           | 217.5           | 199.2           | 147.2           | 143.0           | 104.5           | 102.3           | 1,557.5         |
| 가능 일조율                                                 | 25              | 29              | 27              | 32              | 32              | 28              | 51              | 49              | 40              | 41              | 33              | 32              | 35              |
| 출처: 중국기상국 (평년값: 1991년~2020년, 극값: 1953년~현재) |                 |                 |                 |                 |                 |                 |                 |                 |                 |                 |                 |                 |                 |

## 역사
리수이는 아주 오랜 역사를 가지고 있고 4000년 전 양저 문화 때 부족들이 이곳에 살았다. 589년 수나라에 의해 쿼창, 쑹양, 린하이, 융자, 안구, 러천 현을 관할하는 추저우가 설치되었다. 3년 후에 추저우는 쿼저우로 이름이 바뀌었고 607년에는 융자 군으로 바뀌었다. 당나라 때인 621년에 쿼저우로 이름이 복원되었고 742년에 진윈 군이 되었다가 758년에 다시 쿼저우로 되돌아왔다.
779년에 현의 이름은 추저우로 개칭되었다. 원나라 때인 1276년에 이 지역의 이름은 다시 추저우 로로 바뀌었다가 1359년에 안난 부로 바뀌었다. 추저우의 이름은 명나라와 청나라 때 그대로 유지되었다. 1935년에 리수이 행정독찰구라는 공식적인 이름이 지정되었다. 1949년에 저장성 제7전구가 세워졌으나 1952년에 폐지되었다. 1963년에 리수이 전구라는 이름으로 개명되었다. 1997년까지 룽취안, 칭톈, 진위, 윈허, 칭위안, 쑤이창, 쑹양과 징닝 현을 관할했다. 흥미로운 사실은 중국 내 유일한 서족 자치현이 징닝에 있다는 것이다.

## 경제
목재, 수력, 광물 자원과 황야는 리수이 시의 네 개의 주요한 자원으로 저장 성에서 1위를 차지한다. 시의 69%는 숲으로 덮여있으며 약 200만 킬로와트의 잠재적인 수력 자원을 자랑한다. 그리고 57개의 광물 자원이 매장되어있고 460개의 채굴 가능한 광산들이 흩어져있다. 주요 광물 자원은 금, 은, 납, 아연, 몰리브덴, 형석과 광천수이다.
최근에 리수이는 공업이 빠르게 발전하고 있다. 산업 구조는 산지 지역의 특성이 나타나고 있다. 주요 산업은 목재와 대나무 생산, 금속 제련, 직물, 의류 제작, 건자재, 제약, 전자 기계와 식품 가공이다.
180개가 넘는 상표와 양질의 생산품이 중국과 100여개 국에서 잘 팔리고 있다. 그들 사이에서 나무 장난감과 소형 전자 기계, 솜털 이불, 황금 펜과 질 좋은 비누가 가장 환영받고 있다. 리수이의 세 종류의 전통 수공예품인 룽취안 청자, 룽취안 검, 칭톈 석조가 국내외에서 높은 인기를 얻고 있다.
종합 농업 개발 프로그램이 효과를 발휘하기 시작했다. 시는 현재 식용 버섯, 신선한 과일, 대나무와 죽순, 차, 양잠, 약초, 야채와 견과류를 위한 상업적 농업이 이루어지고 있다.

## 행정 구역

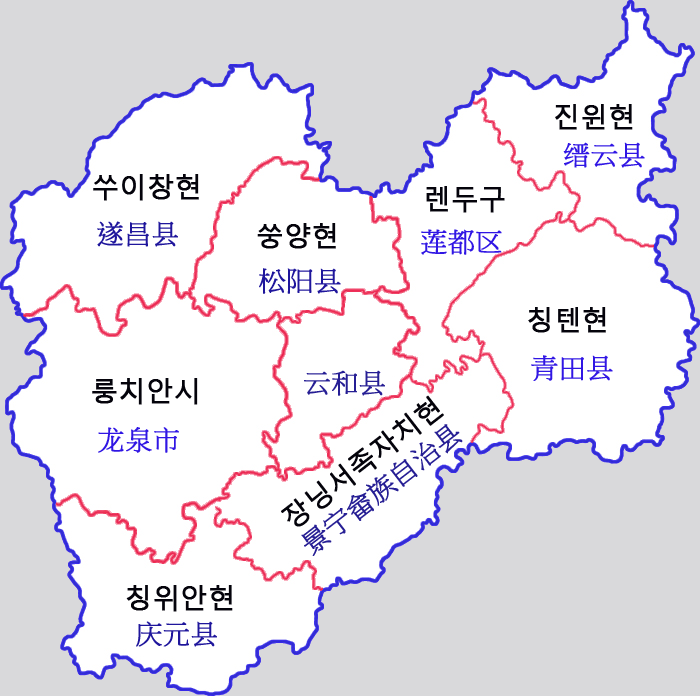
리수이시 현급 행정구역도

1개의 시할구, 1개의 현급시, 6개의 현, 1개의 자치현이 관할 하에 있다.
시할구
- 롄두 구(莲都区)

현급시
- 룽취안 시(龙泉市)

현
- 칭톈 현(青田县)
- 진윈 현(缙云县)
- 윈허 현(云和县)
- 칭위안 현(庆元县)
- 쑤이창 현(遂昌县)
- 쑹양 현(松阳县)

자치현
- 징닝 서족 자치현(景宁畲族自治县)

## 자매 도시
- 대한민국 전라남도 여수시(2005년):한자 표기가 서로 같은 것을 계기로 자매결연을 체결하였다.

## 출신 인물
- 섭종류: 명나라 때 봉기를 일으킨 인물. 룽취안시 출신
- 커제: 바둑 기사

## 같이 보기
- 서족